# فرطان تازة
فرطان تازة (بالفارسية: فرطان تازه) هي قرية تقع في قسم آذري الريفي (مقاطعة إسفراين) في إيران. يقدر عدد سكانها بـ 1,135 نسمة .